# Ardningalm
Ardningalm ist eine Streusiedlung in der Gemeinde Ardning in der Steiermark.
Die Siedlung befindet sich am Südabfall des Bosrucks auf etwa 1000 m ü. A. und besteht unter anderem auch aus der Ardningalm-Bungalowsiedlung, heute einer Wochenendhaussiedlung. Diese Anlage wurde Ende der 1960er-Jahre als gehobenes Sporthotel konzipiert, konnte sich am Markt aber nicht behaupten. Geplant war auch eine Schischaukel mit der Wurzeralm, die nicht mehr realisiert wurde.